# Cellule réticulaire
Ne doit pas être confondu avec réticulocyte ou Cellule réticulaire épithéliale.

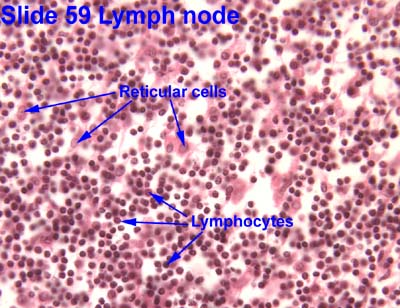
Cellules réticulaires sur une coupe histologique, d’un ganglion lymphatique, observée au microscope optique.

Une cellule réticulaire  est un type de fibroblastes qui synthétise la collagène alpha-1 (III) et l'utilise pour produire des fibres réticulaires. La cellule entoure les fibres avec son cytoplasme, l'isolant des autres composants tissulaires et des cellules. Les cellules réticulaires fournissent un soutien structurel, car elles produisent et entretiennent les réseaux minces de fibres qui servent de soutien à la plupart des organes lymphoïdes.
On les trouve dans de nombreux organes lymphoïdes, notamment la rate, les ganglions lymphatiques, et les nodules lymphatiques. Ils dirigent également les cellules B et les cellules T vers des régions spécifiques du tissu.
On les appelle également les cellules réticulées mésenchymateuses afin de les différencier des cellules réticulées épithéliales que l'on trouve dans le thymus et la bourse de fabricius mais qui sont incapables de sécréter des fibres de réticuline.
On retrouve également ces cellules réticulaires dans le storma de la moelle osseuse hématopoïétique dans laquelle elles jouent un rôle prédominant dans la synthèse de facteurs de croissance, de collagène alpha-1 (III). Elles sont étoilées, avec des jonctions communicantes ou bout de leurs prolongements (difficilement observable du fait de leur finesse), noyau pâle sur HE. on retrouve également des cellules adventitielles réticulaires entourant les capillaires sinusoïde de la moelle osseuse hématopoïétique pour contrôler leur calibre.